# 天裝戰隊護星者VS真劍者 Epic on 銀幕

《天裝戰隊護星者VS真劍者 Epic on 銀幕》在2011年1月22日於日本上映，是《天裝戰隊護星者》與《侍戰隊真劍者》的劇場版作品。

## 本作特色
- 這是繼《侍戰隊真劍者VS轟音者 銀幕BANG!!》之後，第三部《超級戰隊祭》系列劇場版作品。
- 故事連動到《海賊戰隊豪快者》第40話，五位豪快者初期成員藉由《未來戰隊時間連者》的時間黃-土門進入到本作劇場版發生的時間中，時間黃更點明所發生的時間是在2010年的10月2日，所以整部劇場版所發生的時間是在2010年的9月30日到10月2日，也就是《天裝戰隊護星者》第32-33話之間。

## 登場人物

### 《天裝戰隊護星者》
阿拉塔/護星紅 (千葉雄大 飾)
空族護星天使，在戰場上充滿著勇氣，有種堅毅不放棄的決心來面對種種挑戰。
於外道眾出現時曾跟無名小兵戰鬥過,亦因而結識丈瑠。
繪里/護星粉紅 (佐藤里香 飾)
空族護星天使，熱情積極來看待棘手的問題與難纏的敵人，具備永不服輸的自信。
使用風屬性天裝術，後跟茉子合作以混合天之文字力的天裝術成功壓制マダコダマ。
阿古力/護星黑 (浜尾京介 飾)
陸族護星天使，茉內的哥哥，力氣是所有成員中最強的。
使用土屬性天裝術，後跟琴葉合作以混合土之文字力的天裝術成功壓制マダコダマ。
茉內/護星黃 (丹羽未來帆 飾)
陸族護星天使，阿古力的妹妹，個性刁蠻直率，無所畏懼。
使用木屬性天裝術，後跟千明合作以混合木之文字力的天裝術成功壓制マダコダマ。
海斗/護星藍 (小野健斗 飾)
海族護星天使，唯一的海族代表，有著沉著冷靜的作戰分析與領導能力，身份有如護星者的副隊長。
使用水屬性天裝術，後跟流之介合作以混合水之文字力的天裝術成功壓制マダコダマ。
護星騎士 (CV﹕小西克幸)
本身並不是護星天使，而是上一代護星天使所使用套首之一的「雄獅套首」。因多年以來吸收了地球的天地精華能量，而令自身得以復原外更奇蹟可轉化為人形。
在阿拉塔遭暗黑真劍紅打至重傷時，就出場以自己的天裝術及源太的電子文字力混合使用並形成強大的護盾協助真劍者及護星者撤退。
戴塔斯  (CV：宮田幸季)
為護星界Master Head送到地球支援護星者等人的輔助機器人。

### 《侍戰隊真劍者》
志葉丈瑠 / 真劍紅 (松坂桃李 飾)
志葉家第十九代當家。使用火之文字力。
於本篇打敗血祭慟哭後繼續擔任當家。
後來遭血祭之布雷多蘭活擒並變成暗黑真劍紅攻擊真劍者及護星者，後由阿拉塔使用注入志葉薰之文字力的卡片而恢復正常。
池波流之介 / 真劍藍 (相葉弘樹 飾)
是所有隊員中態度最忠於主公丈瑠的侍衛，因此成為副領袖人物。表面上裝出很堅強的樣子，其實情緒非常容易波動，所有喜怒哀樂都寫在臉上，其個性過於認真，但有時像個小孩子一樣。使用水之文字力。
於本篇打敗血祭慟哭後再次回到京都從事歌舞伎。故此出場時以歌舞伎的服裝出現，更慘遭護星者等人吐槽。
後來跟使用水屬性天裝術的海斗合作以混合水之文字力的天裝術成功壓制マダコダマ。
白石茉子 / 真劍粉紅 (高梨臨 飾)
夢想成為普通的新娘，可是做菜能力奇差無比。使用天之文字力。
於本篇打敗血祭慟哭後前往夏威夷與雙親同住。於出場時由假扮黑子的繪里及阿古力接機。
後來跟使用風屬性天裝術的繪里合作以混合天之文字力的天裝術成功壓制マダコダマ。
谷千明 / 真劍綠 (鈴木勝吾 飾)
不喜歡以主公稱呼丈瑠，亦對丈瑠態度開放。很照顧琴羽，每當琴羽出事也是最擔心的一個。使用木之文字力。
於本篇打敗血祭慟哭後重回校園生活並參加大學聯考。於マダコダマ出現並襲擊所有人之時出場。
後來跟使用木屬性天裝術的茉內合作以混合木之文字力的天裝術成功壓制マダコダマ。
花織琴羽 / 真劍黃 (森田涼花 飾)
所有隊員中年紀最小的。除了劍術外對所有事都缺乏自信，從小便被人罵白痴笨蛋，卻反而使內心變得比任何人都還要堅強。使用土之文字力。
於本篇打敗血祭慟哭後回到鄉下照顧家庭。並於火車站遇見以天裝術喬裝成流之介的海斗。
後來跟使用土屬性天裝術的阿古力合作以混合土之文字力的天裝術成功壓制マダコダマ。
梅盛源太 / 真劍金 (相馬圭祐 飾)
所有隊員中非家傳武士。丈瑠小時候的朋友，同時亦是壽司攤師傅。於本篇中以自己的電子文字力為真劍者多次獻寶，其中海老折神、印籠丸及大御用俱出自他手。
於本篇打敗血祭慟哭後帶著大御用前往法國經營壽司攤。
在阿拉塔遭暗黑真劍紅打至重傷時，就出場以自己的文字力及護星騎士的天裝術混合使用並形成強大的護盾協助真劍者及護星者撤退。
日下部彦馬 (伊吹吾郎 飾)
志葉家忠心家臣，在宅中被稱為「老爺子」，是個萬能管家。
大御用  (CV：遠近孝一)
源太的提燈折神，於本篇中打敗血祭慟哭後跟源太一同前往法國經營壽司攤。
黑子
數量不少的可靠的幕後工作群，志葉家的家僕，全身穿上黑衣戴上黑頭巾，並以黑紗幪面讓人看不到真面目。在志葉家負責處理雜役的工作，例如打掃、燒飯、抬轎等，亦會在戰鬥時進行替六人舉旗、佈幕、更換道袍等工作。
志葉薰  (夏居瑠奈 飾)
志葉家第十八代當家。於本篇中將當家之位傳給丈瑠，故此輩份來說算得上丈瑠的母親。
於阿拉塔傷愈後出場，並將自己的文字力注入天裝卡片給阿拉塔用作救回丈瑠的武器。

### 本作登場敵人
血祭之布雷多蘭 (CV：飛田展男)
彗星之布雷多蘭利用血祭慟哭的身體復活後所使用之名字，亦為《天裝戰隊護星者》中救星主之未來世紀在外道眾的第三分身。
為了利用大量三途河的河水衝擊護星界而請來マダコダマ幫助，更活抓丈瑠並魔化為暗黑真劍紅。
マダコダマ (CV：玄田哲章)
本劇場版出現之敵人。可吸收護星者的天裝術並對護星者進行還擊。
但後來護星者及真劍者以混合天裝術及文字力的攻擊下被剋制。
骨之死太利 (CV：長島茂)
外道眾的軍師。於本篇中因為血祭慟哭被擊敗而再次沉睡於三途河底，但因為布雷多蘭利用血祭慟哭之身體而得以再次蘇醒。
於揭穿血祭之布雷多蘭的計劃後集結不少黑色外表的外道眾並意圖奪回三途河水，但遭到中途出場的《海賊戰隊豪快者》打敗。
造型混合了福祿壽及烏賊
由於在本篇46話中把一半的生命分給了外道眾的煙鬼，故此死後並未有巨大化。
無名小兵
一群在真劍者和外道眾開打之前，被叫出來衝鋒陣線和真劍者打的小兵。
骨之死太利所集結的是黑色外表的無名小兵，跟平時小兵的紅色外表有所不同。

### 《海賊戰隊豪快者》
豪快紅 (CV﹕小澤亮太)
豪快藍 (CV﹕山田裕貴)
豪快黃 (CV﹕市道真央)
豪快綠 (CV﹕清水一希)
豪快粉紅 (CV﹕小池唯)

## 製作人員
- 原作：八手三郎
- 劇本：下山健人
- 音樂：
- 監督：竹本昇
- 攝影：
- 助理監督：
- 特技監督：
- 特攝監督：
- 制作：tv asahi